# Yanks (film)
Yanks is een Britse dramafilm uit 1979 onder regie van John Schlesinger.

## Verhaal
Voor de bevrijding zijn de Amerikaanse troepen in Groot-Brittannië gestationeerd. Daar ontstaan romances met de vrouwelijke bevolking. Drie jonge vrouwen worden verliefd op drie Amerikaanse soldaten. De drie stelletjes verkeren steeds in elkaars gezelschap. Dan haalt de oorlog hen echter uit elkaar.

## Rolverdeling
| Acteur           | Personage       |
| ---------------- | --------------- |
| Richard Gere     | Matt Dyson      |
| Vanessa Redgrave | Helen           |
| William Devane   | John            |
| Lisa Eichhorn    | Jean Moreton    |
| Chick Vennera    | Danny Ruffelo   |
| Wendy Morgan     | Mollie          |
| Rachel Roberts   | Clarrie Moreton |